# Cleome kenneallyi
Cleome kenneallyi là một loài thực vật có hoa trong họ Màng màng. Loài này được Hewson mô tả khoa học đầu tiên năm 1982.